# Кремена (рід)

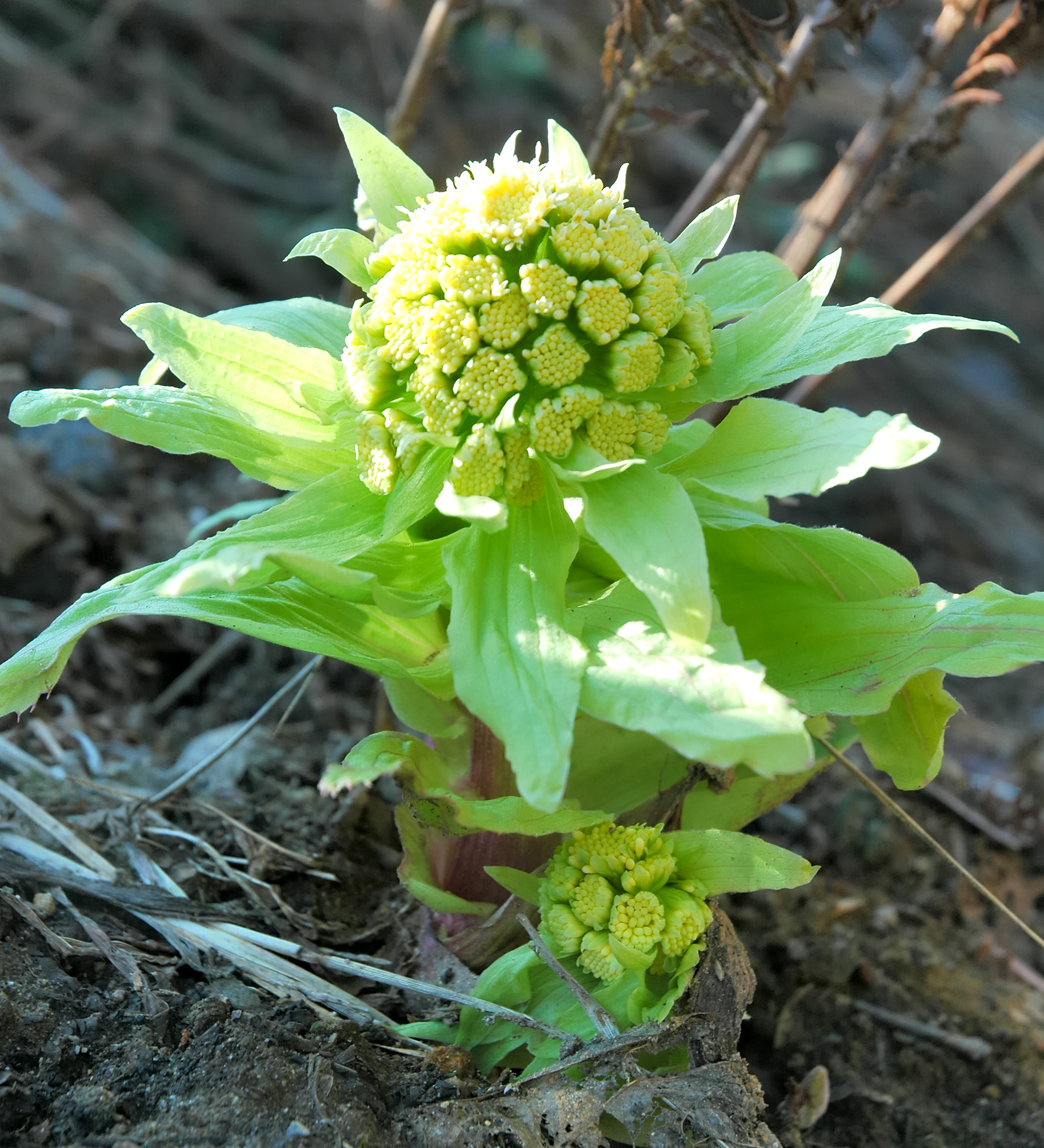
Petasites japonicus

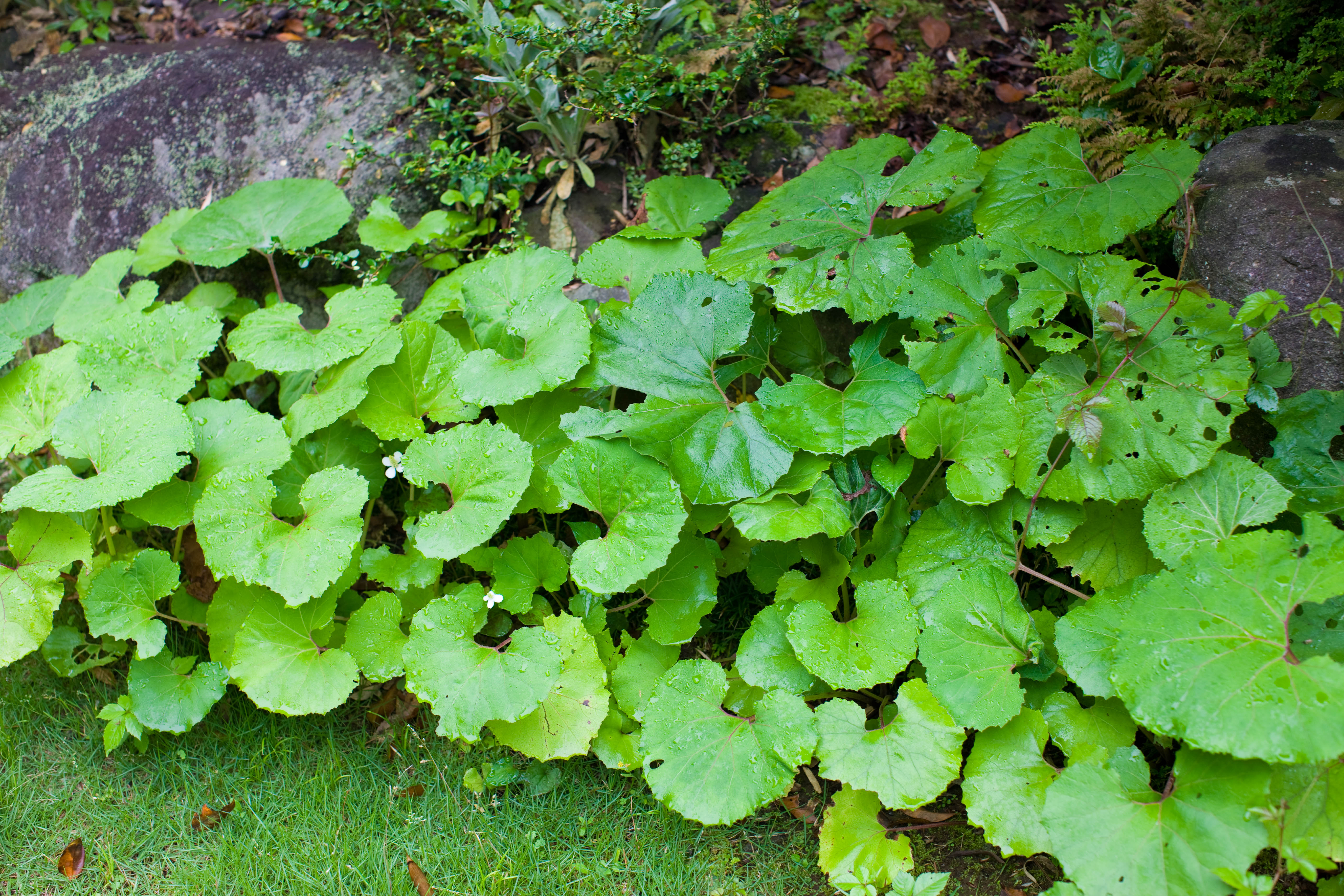
Листя виду Petasites japonicus

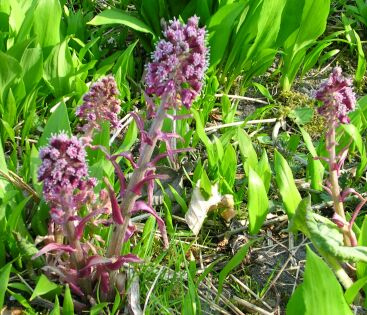
Petasites hybridus

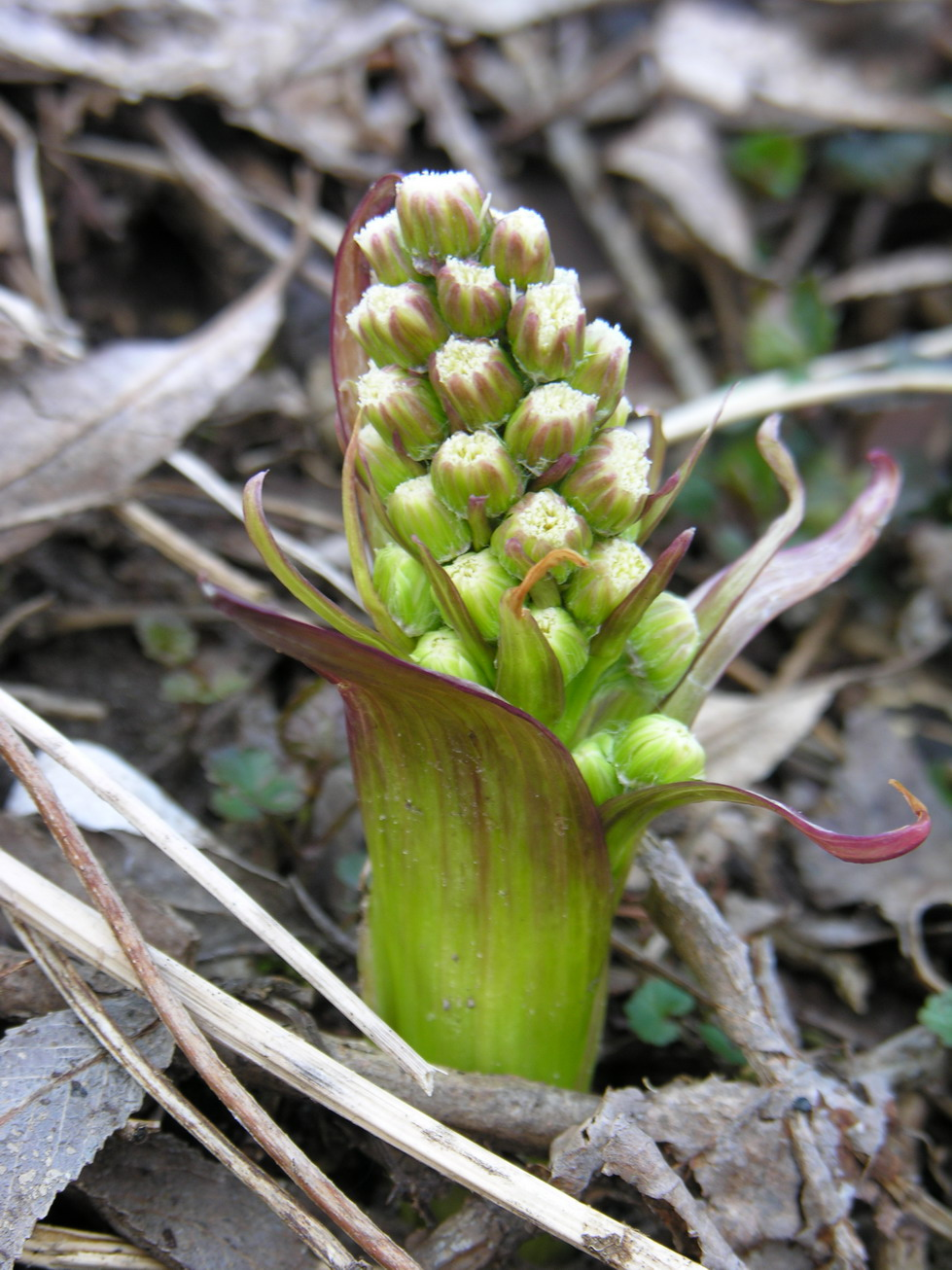
Petasites spurius

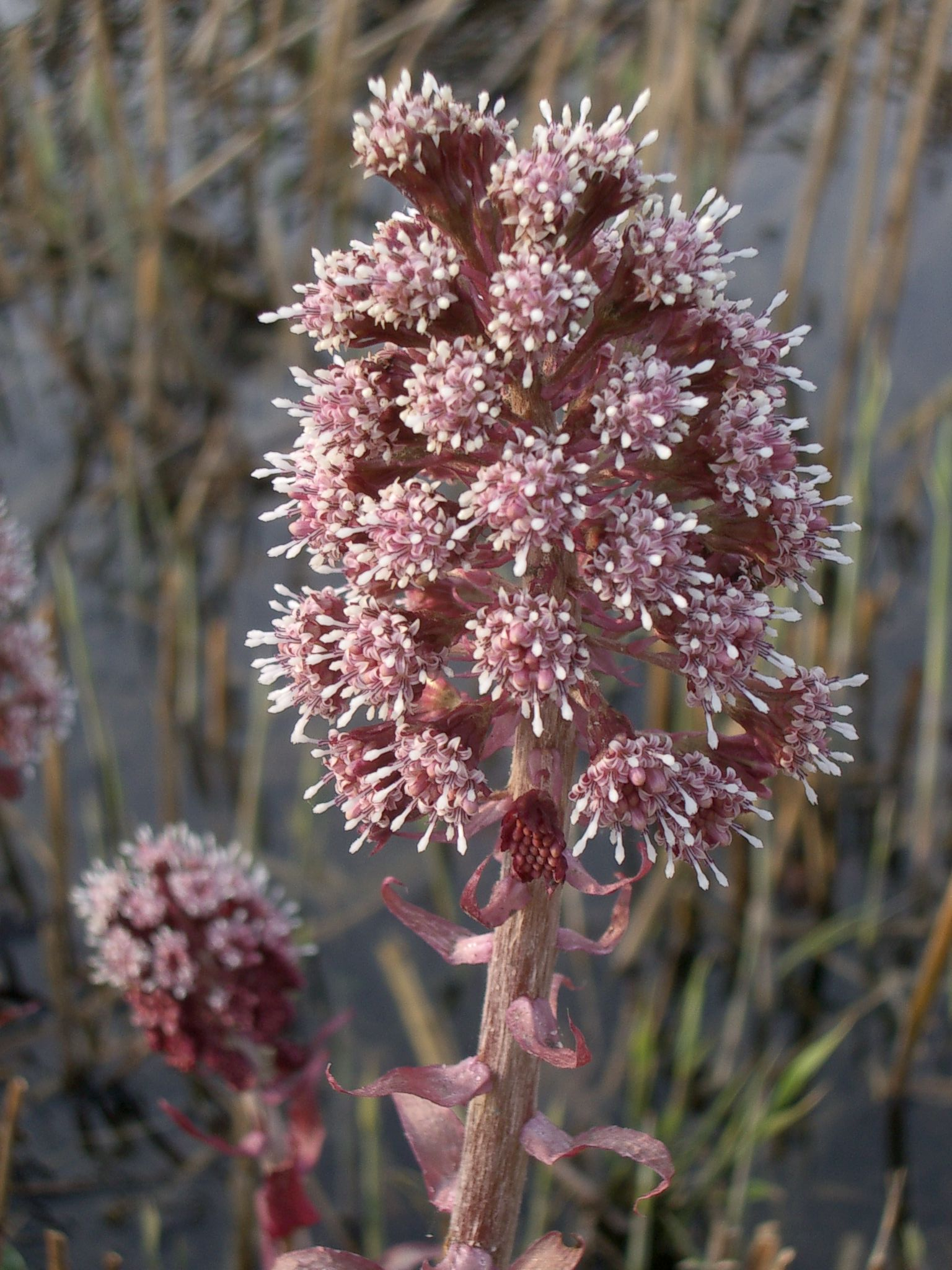
Petasites paradoxus

Креме́на (Petasítes) — рід багаторічних трав родини айстрові, об'єднує близько двадцяти видів. Представники роду поширені у всіх регіонах Північної півкулі з помірним кліматом, окремі види доходять до субарктичної зони. Росте кремена зазвичай у сирих місцях, по берегах водойм.
Всі види цвітуть ранньою весною (незабаром після танення снігу, а у регіонах з позитивними зимовими температурами — у січні-березні, ще до появи характерних для кремени прикореневих серцеподібних або ниркоподібних листків на довгих черешках (іноді — одночасно з появою листя). Деякі види кремени — дводомні рослини, тобто чоловічі та жіночі квітки розташовуються на різних рослинах.
Деякі види кремени використовуються у народній медицині, а також служать сировиною для виробництва лікарських препаратів у науковій медицині. Молоді пагони  кремени японської (Petasites japonicus) знаходять застосування у японській кухні. У садівництві кремену культивують як ґрунтопокривну рослину.

## Ботанічний опис
Висота дорослої рослини залежно від виду та природних умов — від 30 до 200 см.
Кореневище повзуче, шнуроподібне, на вузлах бульбоподібно-потовщене, знаходиться у верхньому шарі ґрунту або на поверхні. Від вузлів відходять тонкі корінці. Діаметр кореневища залежно від виду коливається від 1 до 30 мм, довжина сягає півтора метрів. Кореневище швидко поширюється по усій площі, придатній для росту.
Пагони товсті та соковиті, покриті плівчастими лускоподібними листками, починають рости ранньою весною, на їх верхівках розвиваються суцвіття. До початку цвітіння ці пагони нерідко схожі на гриби — сморчки. Більшість видів кремени цвіте у квітні-травні, ще до розпускання прикореневого листя. Після завершення цвітіння пагони продовжують рости та витягуються ще у півтора-два рази; максимальна висота пагонів — близько метра — спостерігається у кремени японської. Влітку, після плодоношення, пагони відмирають.
Прикореневі листки у порівнянні із редукованими стебловими мають істотно більші розміри. Вони черешкові, за формою серцеподібні або ниркоподібні, цільні або пальчасто-розсічені, нерідко з повстяним опушенням; у різних видів листки схожі за формою, але сильно відрізняються за розмірами. Максимальний розмір спостерігається у кремени японської: ширина його листової пластинки досягає 150 см, а довжина черешка — 200 см (це найбільші листки не тільки серед представників роду, а й взагалі серед всіх рослин родини Айстрові.
Квітки трубчасті, ближче до краю можуть бути з довгим язичковим відгином, зібрані у щільні кошики, які, у свою чергу, зазвичай зібрані на верхівці квітконосного пагона у щиткоподібні або кистеподібні суцвіття (але у деяких видів, наприклад, у кремени льодовикової, кошики поодинокі). Забарвлення квіток: від білого — до зеленувато-жовтого та червоного.
Плід — однонасіннєвий: злегка ребриста циліндрична сім'янка з довгим чубчиком. Дозріває насіння у більшості видів в травні-червні; розносяться як повітрям, так і водою.

## Поширення
Ареал роду охоплює усю Європу, середземноморські країни Північної Африки, Кавказ, Сибір, Далекий Схід, Східну Азію та Північну Америку.
Кремена росте у вологих місцях з пухким піщаним або кам'янистим ґрунтом — по берегах озер, річок, струмків, околицях боліт, вологих ярах; іноді утворюють великі важкопрохідні зарості.
На території України зростають кремена повстиста (Petasites spurius), кремена гібридна (Petasites hybridus), кремена біла (Petasites albus), кремена судетська (Petasites kablikianus)

## Використання

### Використання у медицині
Лікувальні властивості кремени були відомі людям з дуже давніх часів; одним із доказів цього служить його виявлення у залишках доісторичного поселення рудокопів у Австрії
До 1990-х рр. у фітотерапії використовували листя та кореневища кремени, які заготовляли у середині літа (до появи на листках іржавих плям). Сировину сушили у добре провітрюваних приміщеннях або у тіні, розкладаючи на папері або тканині. Застосовували сушену кремену для лікування гострих респіраторних захворювань, при гострому та хронічному ларингіті, бронхіті, бронхіальній астмі та початковій стадії гіпертонічної хвороби, а також як сечогінний засіб.
Згодом було з'ясовано, що піролізидинові алкалоїди, які містяться у всіх частинах рослини (особливо у кореневищі та стеблі), можуть викликати рак печінки та венозно-оклюзійну хвороба печінки. У зв'язку з цим використання трав'яних зборів та екстрактів, до складу яких входять кремена близька до нього за хімічним складом мати-й-мачуха, у деяких країнах (наприклад, у Бельгії та Німеччині) було заборонено.(рос.)
Разом з тим кремена активно використовується у сучасній медицині. У результаті досліджень, проведених японськими вченими, були виявлені протизапальні та протиалергічні властивості окремих компонентів кремени японської. З 1990-х років наукові дослідження медичних властивостей різних видів кремени розпочалися і у Європі. Було доведено, що виділені з рослин петасин, ізопетасин та неопетасин є ефективними засобами як проти алергії, у тому числі сінної лихоманки, так і проти мігрені.
У Швейцарії була розроблена технологія глибокого очищення екстракту кремени від отруйних домішок, після чого були створені антиалергічні ліки, а також ліки проти головного болю, що показали свою високу ефективність.
Відомо також про відкриття антиспазматичних властивостей кремени гібридної.

### Використання у кулінарії
У Японії кремена японська (Petasites japonicus) — вживають у їжу, вирощуючи рослину як овочеву культуру. Молоді суцвіття збирають навесні та смажать на олії або відварюють, а листя у вареному або консервованому вигляді використовують при приготуванні суші.

### Використання у садівництві
Більшість видів кремени використовується у декоративному садівництві. Оскільки рослина здатна швидко розростатися, при цьому пригнічуючи бур'яни, кремена використовується у першу чергу як ґрунтопокривна рослина для декорування вільних майданчиків, будівель та парканів; цінується кремена і за свої оригінальні квіти.

## Види
Різні джерела вказують різний обсяг роду. За інформацією бази даних The Plant List, рід складається з 17 видів:
- Petasites albus (L.) Gaertn.
- Petasites fominii Bordz.
- Petasites formosanus Kitam.
- Petasites fragrans (Vill.) C.Presl
- Petasites frigidus (L.) Fr.
- Petasites hybridus (L.) G.Gaertn., B.Mey. & Scherb.типовий — Кремена гібридна
- Petasites japonicus (Siebold & Zucc.) Maxim.
- Petasites kablikianus Tausch ex Bercht.
- Petasites paradoxus (Retz.) Baumg.
- Petasites pyrenaicus (L.) G.López
- Petasites radiatus (J.F.Gmel.) J.Toman
- Petasites rubellus (J.F.Gmel.) J.Toman
- Petasites saxatilis (Turcz.) Kom.
- Petasites spurius (Retz.) Rchb.
- Petasites tatewakianus Kitam.
- Petasites tricholobus Franch.
- Petasites versipilus Hand.-Mazz.